# 刺殺甘迺迪 重裝
《刺殺甘迺迪 重裝》是重現約翰·F·甘迺迪遇刺案的「歷史模擬」電子遊戲。遊戲由蘇格蘭公司Traffic Games於2004年11月22日（遇刺事件41周年之際）發售，並因爭議題材而獲關注。遊戲開發者堅稱他們是為了「生動展現歷史」，並幫助證明華倫委員會的調查結果。
玩家在《刺殺甘迺迪 重裝》中扮演李·哈維·奧斯華，五個美國政府部門調查認定的刺殺者。玩家要盡可能還原華倫委員會的調查報告得到高分：第一槍射失，第二槍射中甘迺迪和州長康納利，第三槍擊中甘迺迪的頭部。公司稱遊戲首要目的是「透過發起全球最直接的群眾參與取證，盡可能證實1963年11月22日發生的真相」，并承诺会奖励十万美元给在游戏中获得满分的玩家。

## 外部連結
- .   [2017-11-25]. （原始内容存档于2005-03-28）.
- . Web archive. 2006  [2017-11-25]. （原始内容存档于2006-06-27）.